# 아누크 그랭베르
아누크 그랭베르그(Anouk Grinberg, 프랑스어 발음: [gʁɛ̃bεʁg], 1963년 3월 20일 ~ )는 프랑스의 배우이다.

## 출연 작품
- 머니 (2017)
- 안토닌의 조각들 (2006)
- 너만을 기다리며 (2004)
- 개구리의 예언 (2003)
- 삶의 색 (2002)
- 티스 (2000)
- 위선적 영웅 (1996)
- 내 안의 남자 (1996)
- 나쁜 아이들 (1995)
- 1, 2, 3 태양 (1993)
- 감사한 삶 (1991, Merci la vie)
- 더 이상 기타 소리를 들을 수 없어 (1990)
- 겨울의 아이 (1989)